# Latin American and Caribbean Internet Address Registry
Latin American and Caribbean Internet Address Registryはラテンアメリカ・カリブ海沿岸地域を管轄する地域インターネットレジストリ（RIR）である。略称としてLACNIC (Latin America and Caribbean Network Information Centre) が使われているが、必ずしも正式名称とは一致しない。

## 概要
1999年8月26日、LACNICの設立の同意書を作成、それを受けてそれまでこの地域を管轄していたARINは、LACNIC設立支援の声明を2000年12月8日に表明した。2001年11月28日に設立申請をICANNに提出、2002年3月14日にICANNよりLACNIC設立の暫定承認、10月31日に正式承認された。
LACNICはIPv4アドレスの範囲については177/8、179/8、181/8、186/8、187/8、189/8、190/8、200/8と201/8の9ブロック（このほかに191/8があり、また131.0/16、131.72.0/16など、65536個ずつの単位による範囲も多数扱っている詳細なリストは以下の記載を参照）、IPv6アドレスは2001:1200::/23と2800:0000::/12の2ブロック、AS番号は16ビット版がAS26592～26623とAS27648～28671の2ブロック、32ビット版はAS4.0～4.1023の1ブロックを管理している。
32ビット（4,294,967,296個）単位の管理所轄
177.0.0.0/8
179.0.0.0/8
181.0.0.0/8
186.0.0.0/8
187.0.0.0/8
189.0.0.0/8
190.0.0.0/8
191.0.0.0/8（Administered by LACNIC）
200.0.0.0/8
201.0.0.0/8

16ビット（65,536個）単位の管理所轄（Administered by ARINではあるがLACNICが割り当てしているもの）
131.0.0.0/16
131.72.0.0/16
131.100.0.0/16
131.108.0.0/16
131.161.0.0/16
131.221.0.0/16
131.255.0.0/16
132.157.0.0/16
132.184.0.0/16
132.191.0.0/16
132.251.0.0/16
132.255.0.0/16
138.0.0.0/16
138.36.0.0/16
138.59.0.0/16
138.94.0.0/16
138.97.0.0/16
138.99.0.0/16
138.117.0.0/16
138.118.0.0/16
138.121.0.0/16
138.122.0.0/16
138.185.0.0/16
138.186.0.0/16
138.204.0.0/16
138.219.0.0/16
138.255.0.0/16
143.0.0.0/16
143.137.0.0/16
143.202.0.0/16
143.208.0.0/16
143.255.0.0/16
148.0.0.0/16
148.101.0.0/16
148.102.0.0/16
148.103.0.0/16
148.255.0.0/16
152.0.0.0/16
152.156.0.0/16
152.166.0.0/16
152.167.0.0/16
152.168.0.0/16
152.169.0.0/16
152.170.0.0/16
152.171.0.0/16
152.172.0.0/16
152.173.0.0/16
152.174.0.0/16
152.175.0.0/16
152.200.0.0/16
152.201.0.0/16
152.202.0.0/16
152.203.0.0/16
152.204.0.0/16
152.205.0.0/16
152.206.0.0/16
152.207.0.0/16
152.230.0.0/16
152.231.0.0/16
152.232.0.0/16
152.233.0.0/16
152.234.0.0/16
152.235.0.0/16
152.236.0.0/16
152.237.0.0/16
152.238.0.0/16
152.239.0.0/16
152.240.0.0/16
152.241.0.0/16
152.242.0.0/16
152.243.0.0/16
152.244.0.0/16
152.245.0.0/16
152.246.0.0/16
152.247.0.0/16
152.248.0.0/16
152.249.0.0/16
152.250.0.0/16
152.251.0.0/16
152.252.0.0/16
152.253.0.0/16
152.254.0.0/16
152.255.0.0/16
161.0.0.0/16
161.10.0.0/16
161.18.0.0/16
161.22.0.0/16
161.56.0.0/16
161.138.0.0/16
161.140.0.0/16
161.212.0.0/16
161.234.0.0/16
161.255.0.0/16
167.0.0.0/16
167.56.0.0/16
167.57.0.0/16
167.58.0.0/16
167.59.0.0/16
167.60.0.0/16
167.61.0.0/16
167.62.0.0/16
167.63.0.0/16
167.108.0.0/16 
167.116.0.0/16
167.249.0.0/16
167.250.0.0/16
168.0.0.0/16
168.90.0.0/16
168.121.0.0/16
168.181.0.0/16
168.194.0.0/16
168.195.0.0/16
168.196.0.0/16
168.197.0.0/16
168.205.0.0/16
168.227.0.0/16
168.228.0.0/16
168.232.0.0/16
170.0.0.0/16
170.78.0.0/16
170.79.0.0/16
170.80.0.0/16
170.81.0.0/16
170.82.0.0/16
170.83.0.0/16
170.84.0.0/16
170.150.0.0/16
170.231.0.0/16
170.233.0.0/16
170.238.0.0/16
170.239.0.0/16
170.244.0.0/16
170.245.0.0/16
170.246.0.0/16
170.247.0.0/16
170.254.0.0/16
LACNICの本部はウルグアイのモンテビデオにあり、技術的な設備はブラジルのサンパウロにあるブラジルインターネット運営委員会 (CGI.br)の関連組織であるブラジルネットワーク情報センター (NIC.br)によって提供されている。現在33地域がLACNICに参加している。

## LACNICに参加している国・地域
- アルゼンチン
- ウルグアイ

地域インターネットレジストリの管轄地域

2002–2005年の管轄地域

2002年以前の管轄地域

- 英領サウスジョージア・サウスサンドウィッチ諸島
- 英領フォークランド諸島
- エクアドル
- エルサルバドル
- オランダ領アルバ
- ガイアナ
- キューバ
- キュラソー島
- グアテマラ
- コスタリカ
- コロンビア
- サバ島
- シント・ユースタティウス島
- スリナム
- シント・マールテン
- チリ
- ドミニカ共和国
- トリニダード・トバゴ
- ハイチ
- パナマ
- パラグアイ
- 仏領ギアナ
- ブラジル
- ベネズエラ
- ベリーズ
- ペルー
- ボネール島
- ボリビア
- ホンジュラス
- メキシコ
- ニカラグア